# Marcelo Cândido da Silva
Marcelo Cândido da Silva é um historiador brasileiro.
Desde 2003 é professor de história medieval na Faculdade de Filosofia, Letras e Ciências Humanas da Universidade de São Paulo no qual é coordenador do Laboratório de Estudos Medievais. Foi professor visitante em diversas universidades de língua francesa e é membro associado da Société des Historiens Médiévistes de l'Enseignement Supérieur Public Français.
É autor de Uma história do roubo na Idade Média, livro que resgata registros sobre o crime em diversas situações durante a Alta Idade Média. Fazendo uso de legislações reais, textos canônicos, testamentos e hagiografias do período como fontes, o objetivo do trabalho foi elucidar, por meio do estudo das percepções do roubo, os processos medievais de construção das relações sociais.
 

## Publicações
- A Realeza Cristã na Alta Idade Média. Os fundamentos da autoridade pública no período merovíngio (séculos V-VIII). São Paulo (Bh): Alameda Editorial, 2008. ISBN 978-85-98325-64-4
- Uma história do roubo na Idade Média. Belo Horizonte: Fino Traço, 2019.